# 秦裕瑗
秦裕瑗（1924年5月4日—2021年6月7日），男，江苏扬州人，中国运筹学家、教育家，中国民主同盟盟员。 他毕生致力于运筹学、线性规划、动态规划及组合最优化的研究，为中国运筹学的发展和国际学术交流做出了重要贡献。早期研究利用群论把一些看起来不相关的优化问题归入几个优化群，证明它们是同一类问题，以使研究算法的人在某个问题上的突破可以应用于一整类优化问题。后期研究致力于模仿导数概念与牛顿切线法，通过建立基本变换公式与一般邻点法，以期形成研究组合最优化论的核心思想和方法。
1950年毕业于上海大同大学数学系，师从著名数学家杨武子教授.1950年至1956年在同济大学数学系担任讲师，后随院系调整至武汉测绘科技大学 任教至1972年。1972年，他调任武汉钢铁学院（今 武汉科技大学）任教授至逝世。
秦裕瑗在学术生涯中多次受邀赴国外进行学术交流，曾在美国、加拿大、德国、波兰、奥地利等七国的14所大学讲学。1987年在波兰 Selisian 技术大学 计算机科学系  Gliwice 任访问教授。 1989年，他受奥地利科学部聘请，在格拉茨（Graz）技术大学数学研究所任客座教授，讲授其专著《Optimum Path Problems in Networks》。
曾任中国运筹学会理事, 常务理事和荣誉理事；中国运筹学会排序分会历届理事和第六届至第八届理事会顾问；湖北省暨武汉市数学学会 应用数学专业委员会主任；武汉市科技协会理事。  
先后任 数学杂志(湖北省数学学会）(武汉)执行编委，《科学探索》《 数学研究与评论杂志（双月刊）》《 应用数学（华中科技大学）》编委.

## 著作
1. 《一元代数方程纵横,》秦裕瑗 著, 湖北教育出版社,1984年出版
2. 《嘉量原理——有限型多阶决策问题的一个新处理》,秦裕瑗 著,  湖北教育出版社,1990年出版.
3. 《Optimum Path Problems in Networks》，秦裕瑗 著, 湖北教育出版社,1992年出版
4. 《运筹学简明教程》秦裕瑗 著， 高等教育出版社与德国Springer 出版社联合出版，2000年10月出版
5. 《最优路问题 : 极优代数方法》秦裕瑗著，上海科学技术出版社 2009年， ISBN 978-7-532398805
6. 《离散动态规划与Bellman代数》 秦裕瑗 著, 科学出版社, 2009年出版, ISBN 978-7-030237347
7. 《初等组合最优化论（上册）》秦裕瑗,邓旭东 著, 科学出版社, 2017年出版, ISBN 9787030528292
8. 《初等组合最优化论（下册）》秦裕瑗,邓旭东 著, 科学出版社, 2018年出版, ISBN 9787030528308

## 译著
1. 《微积分题解》[德]W.戴根,K.包美尔,上、下两卷，人民教育出版社.
2. 《高等数学》 [德] R. Rothe: HOHERE MATHEMATIK 人民教育出版社
  - 第二卷 (与邓立生合作),1962出版
  - 第三卷 1963出版
  - 第四卷 (有三个分册) 1965出版

## 论文
1. 秦裕瑗(1979). 摹矩阵与路线寻优问题.  79 运筹学成都会议论文集, 1979: 120.
2. 秦裕瑗(1979). 摹矩阵与路线寻优问题. 武汉钢铁学院学报, 2 (1979): 1-21.
3. 秦裕瑗(1979). 一个排序问题. 武汉钢铁学院学报, 2 (1979): 43-60.
4. 秦裕瑗(1981). 嘉量原理(I). 科学探索, 1 (1981): 59-76.
5. 秦裕瑗(1981). 嘉量原理(II). 科学探索, 2 (1981): 101-108.
6. 秦裕瑗(1984). 嘉量原理(III). 科学探索, 1 (1984): 41-54.
7. 秦裕瑗(1985). 嘉量原理(IV). 科学探索, 1 (1985): 53-64.
8. 秦裕瑗(1981). 论最优路的算法. 科学探索, 4 (1981): 61-94.
9. 秦裕瑗(1984). 广义Floyd算法. 科学探索, 3 (1984): 91-102.
10. 秦裕瑗(1981). 最短路的Hu算法的代数证明. 数学杂志, 2 (1981): 50-57.
11. 秦裕瑗(1981). 最短路的几个算法的代数证明. 武汉钢铁学院学报, 2 (1981): 1-11.
12. 秦裕瑗(1988). 动态规划的表格结构(I). 武汉钢铁学院学报, 3 (1988): 114-122.
13. 秦裕瑗(1990). 动态规划的表格结构(II)：关于网络中第一类最短路问题 （页面存档备份，存于）. 武汉钢铁学院学报, 1 (1990): 83-97.
14. 秦裕瑗(1992). 对动态规划的再认识. 武汉钢铁学院学报, 1 (1992): 199-208.
15. 秦裕瑗(1994). Bellman最优化原理---论动态规划(I). 应用数学, 7:3 (1994): 349-354.
16. 秦裕瑗(1992). 优化问题与公理体系. 秦裕瑗。中国运筹学会1992年代表大会及学术交流会议论文集《运筹与决策》, 1992.
17. 秦裕瑗(1995). 论组合优化(I)---一个公理系统. 武汉汉钢铁学院学报, 18:3 (1995): 334-345.
18. 秦裕瑗(1996). 组合优化(II)---对称差分解法的又一应用. 武汉冶金科技大学学报,19:1(1996): 113-121.
19. 秦裕瑗(1996). 发现产品结构优化问题的一般过程. 武汉冶金科技大学学报, 19:3(1996): 372-376.
20. 秦裕瑗(1994). 优化路问题的代数方法---论动态规划(II). 应用数学, 4 (1994): 410-416.
21. 秦裕瑗(1994). 论组合优化的一种公理框架(摘要). 全国第五届组合数学学术会议论文摘要汇编, 上海同济大学出版社, 1994: 41.
22. 秦裕瑗(1992). 优化问题的公理体系. 运筹与决策 ORSC, '92(第一卷): 401-408.
23. 秦裕瑗(1994). 论k阶最长路 （页面存档备份，存于） .  系统工程理论与实践. 14:5(1994): 20-26.
24. 秦裕瑗(1994). k阶关键路算法 （页面存档备份，存于）.  系统工程理论与实践. 14:9(1994): 32-39.
25. 秦裕瑗(1994). 决策论的两类判据. 管理工程学报. 8:3 (1994): 167-172.
26. 秦裕瑗(1994). 算法的发现(I)---组合最优化的一个基本方法. 数学杂志, 14:3 (1994): 436-444.
27. 秦裕瑗(1995). 算法的发现(II)---对称差(的)分解法及其应用. 数学杂志, 15:1 (1995): 77-88.
28. 秦裕瑗(1996). 论优化问题的公理方法(I). 应用数学, 9:3 (1996): 261-265.
29. 秦裕瑗(1996). 论优化问题的公理方法(II)---算法原理与六个基本算法. 应用数学(增刊), (1996): 9-12.
30. 秦裕瑗(1996). 论优化问题的公理方法(III)---多阶段决策问题. 数学杂志,16:3 (1996): 329-335.
31. 秦裕瑗(1997). 论优化问题的公理方法(IV)---有限改进算法与迭代算法. 数学杂志, 3 (1997): 326-330.
32. 秦裕瑗(1997). 论优化问题的公理方法(V)---优化集合的代数表达式. 数学杂志, 17:3 (1997): 331-334.
33. 李桃生,秦裕瑗(1997). max-代数的扩充及其性质. 应用数学学报, 20:4(1997): 593-599.
34. 秦裕瑗(1997). Symmetric-difference decomposition methods for combinatorial optimization. 国际组合数学学术会议和夏季讲演会(合肥)论文集, 1997.5.
35. 秦裕瑗, 郑肇葆(1998). 算法的发现(III)---对称差(的)分解法的另一应用. 数学杂志,18:1(1998): 75-80.
36. 秦裕瑗, 郑肇葆(1998). 算法的发现(IV)——论组合优化的特性清单. 数学杂志,18:4(1998): 421-427.
37. 秦裕瑗(1998). The Busacker-Gowen method and its applications. 纪念数学家 Erdos 论文集1998.
38. 秦裕瑗(2000). 初等组合最优化问题的算法的发现. 系统科学与工程研究. 许国志主编. 上海科技教育出版社, 2000: 277-293.

## 荣誉与奖项
- 1989年，获湖北省优秀教师奖。
- 1990年，列入世界数学家名册。
- 1992年，获国务院颁发的“作出突出贡献”政府特殊津贴。
- 1993年，获国家教委科技进步三等奖。
- 1995年，获国家测绘局科技贡献二等奖。
- 2010年，获湖北省感动荆楚“十大杰出老人”